# دوستت دارم...آقای هنرمند!
دوستت دارم… آقای هنرمند! (به هندی: Love U...Mr. Kalakaar!) فیلمی محصول سال ۲۰۱۱ و به کارگردانی اس. ماناسوی است. در این فیلم بازیگرانی همچون توشار کاپور، آمریتا رایو، رام کاپور، مادهو، پریم چوپرا، جای کالرا، کیران کومار، سنیگدا آکلکار، پراشانت رانیال، یاتین کاریکار، کونال کومار، سورج بارجاتیا و پراتنا بهری ایفای نقش کرده‌اند.